# Limonium dendroides
Limonium dendroides là một loài thực vật Magnoliopsida được mô tả bởi Eric R.Svensson Sventenius. Loài Limonium dendroides thuộc chi Limonium, họ Plumbaginaceae. Loài này không có phân loài nào. Đây là loài đặc hữu quần đảo Canaria.

## Đe dọa và bảo vệ
Loài này có nguy cơ tuyệt chủng, nó được lưu giữ trong các nhà kính nhiệt đới 2 và 3 tương ứng với các quần đảo hải dương cận nhiệt đới và các vùng nhiệt đới khô của Vườn Bách thảo Quốc gia Brest  và hiện diện trong ít hơn sáu vườn.

## Hình ảnh

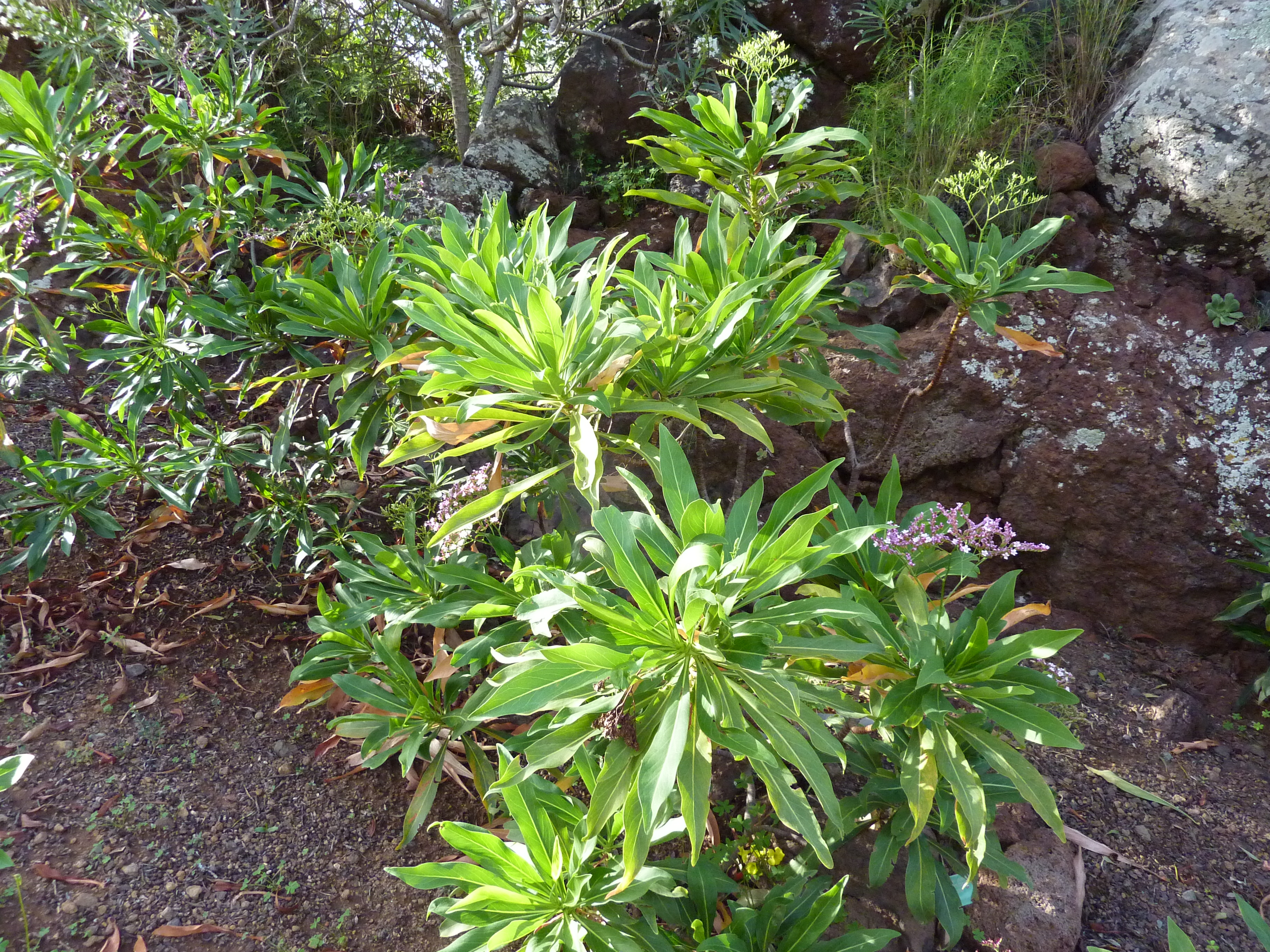
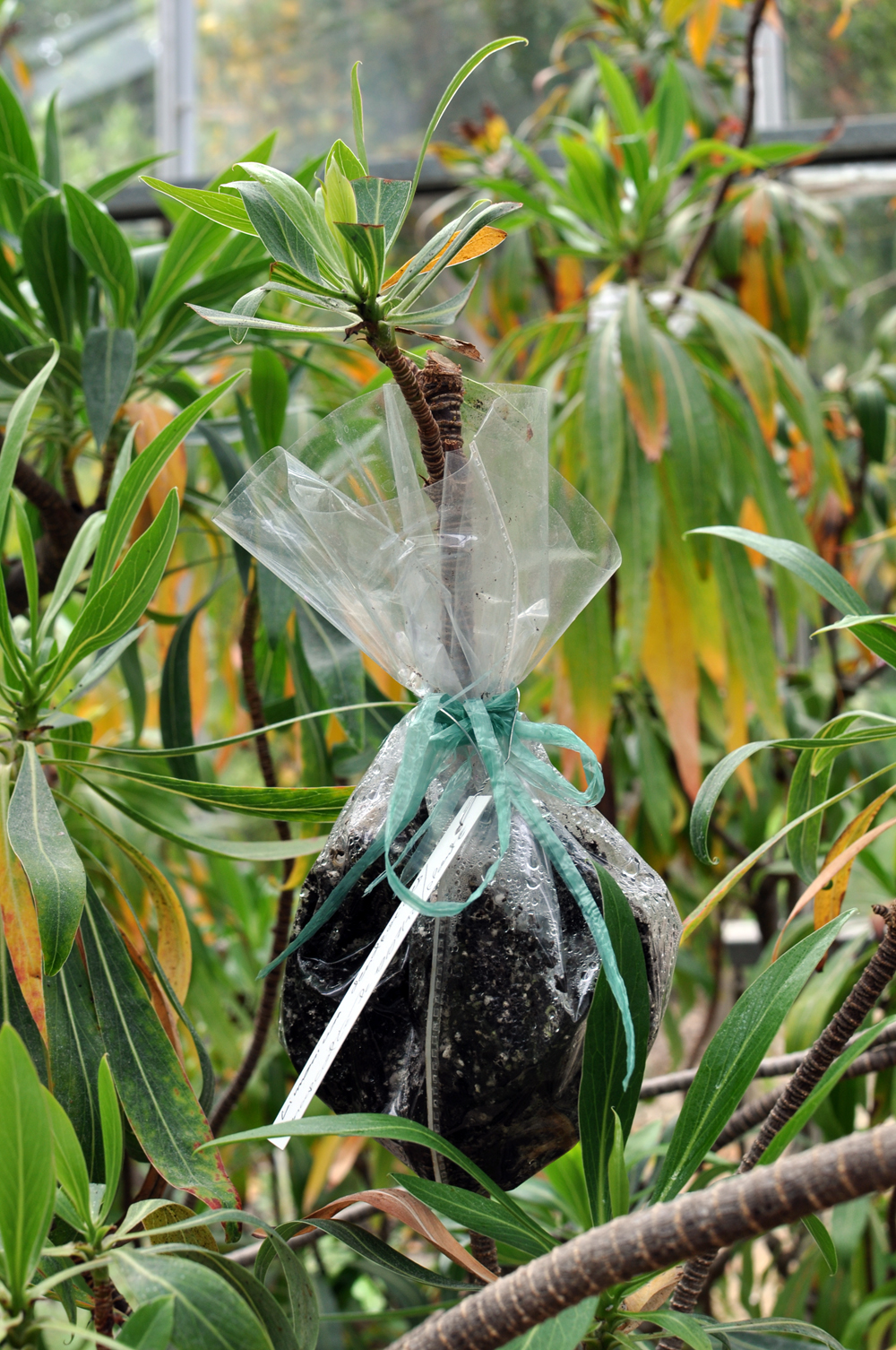
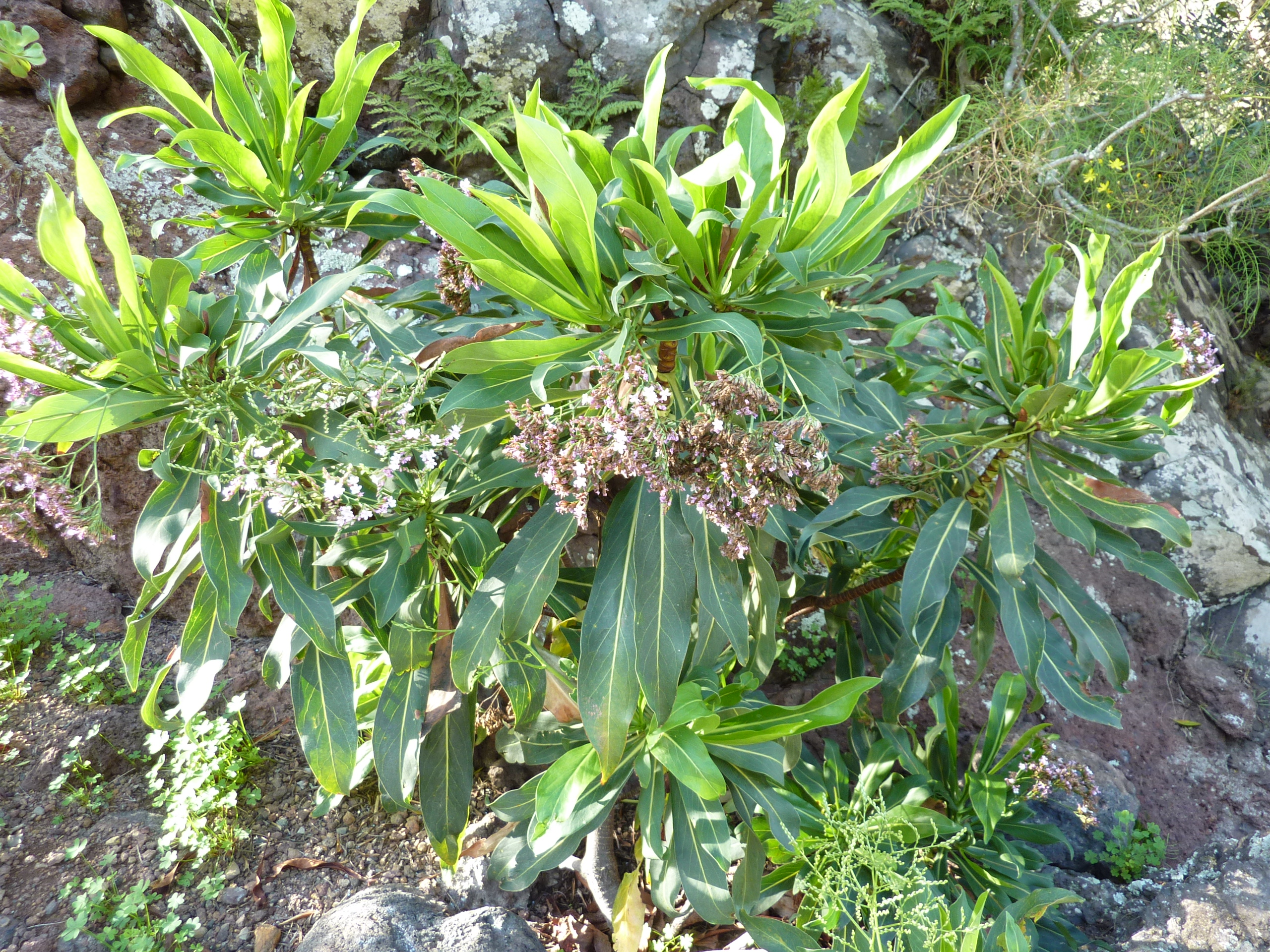
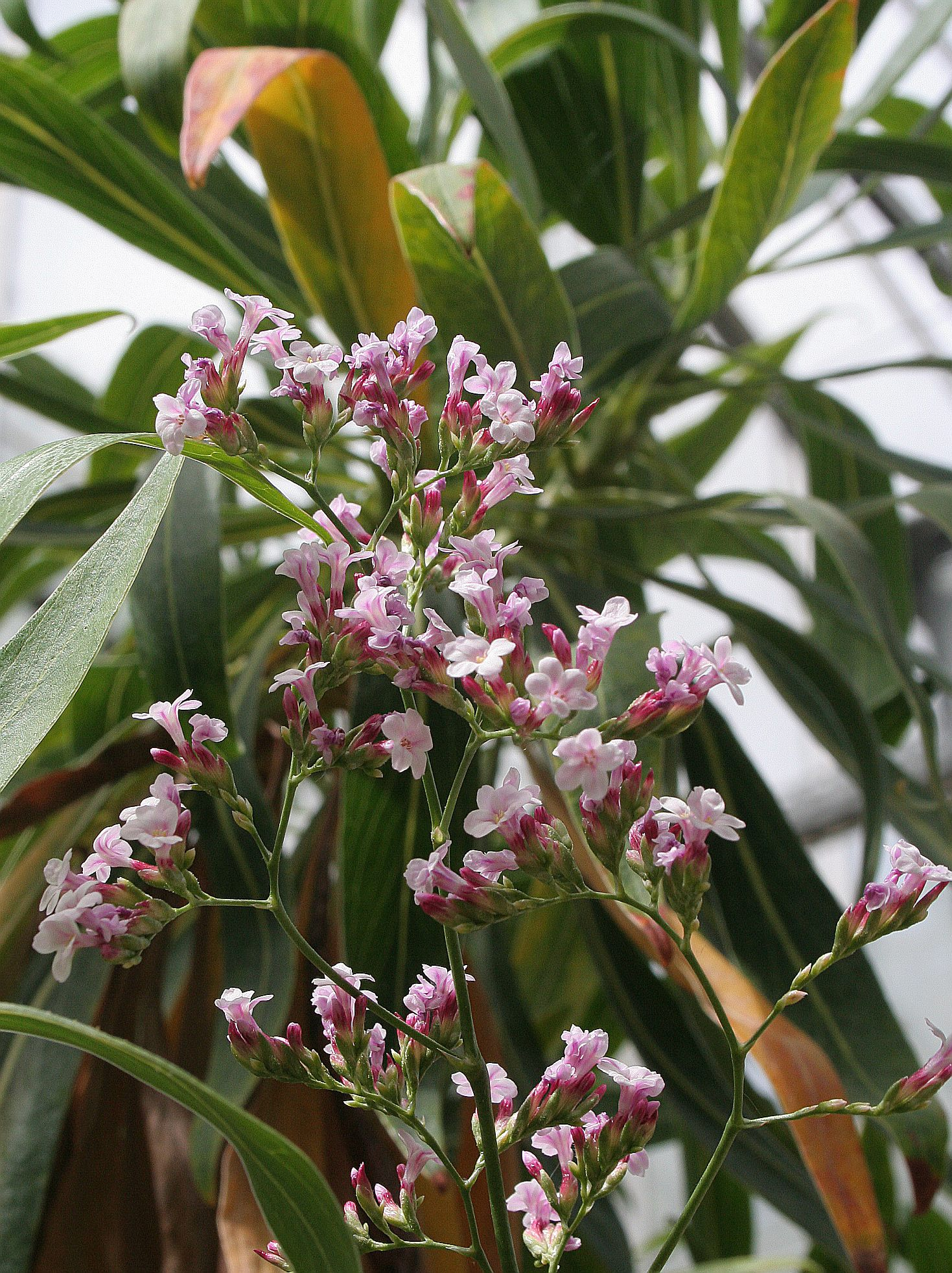
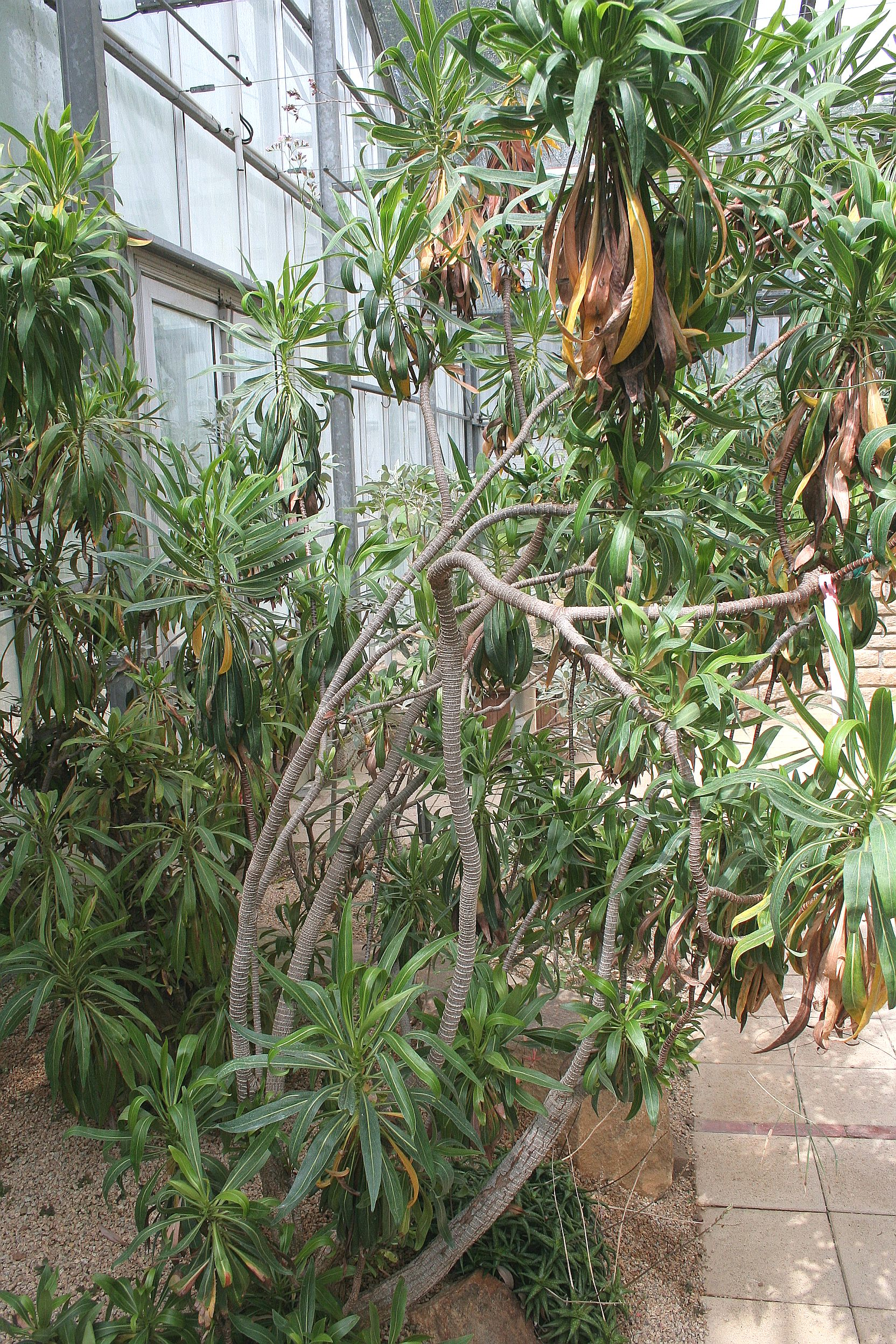
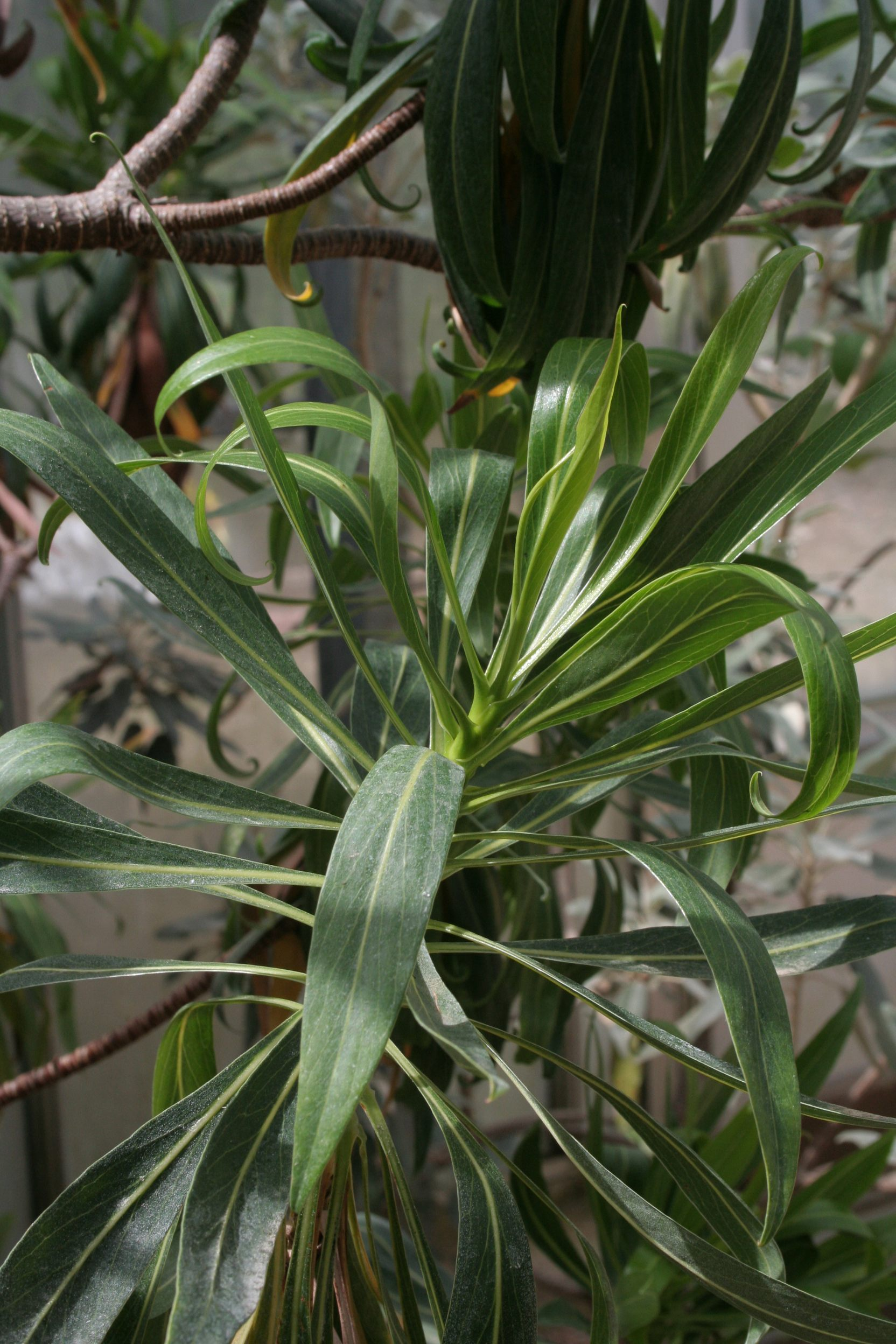